# Gatchaman Crowds
Gatchaman Crowds (яп. ガッチャマンクラウズ Гаттяман Кураудзу, Толпа Гатчамэнов) — японский аниме-сериал, выпущенный студией Tatsunoko Production. Является пятым ремейком известного сериала 1972 года — Science Ninja Team Gatchaman. Режиссёром выступил Кэндзи Накамура. Сериал начал транслироваться по телеканалу NTV с 12 июля 2013 года и доступен официально на сайте Crunchyroll.

## Сюжет
Действие происходит в футуристическом 2015 году в Японии, городе Татикава, втором метрополисе Токио. Хадзимэ Итиносэ, чудаковатой и весёлой девушке внезапно предстоит стать новым «гатчамэном», чтобы сражаться против инопланетных агрессоров, нападающих на людей. Параллельно с помощью силы коварного пришельца Кацэ, молодой парень-идеалист по имени Руи Ниномия запускает программу — симулятор жизни «Галакс», которая способна предупреждать о грядущей опасности, программа моментально становится супер-популярной в Японии. Однако Руи пока не подозревает, что стал марионеткой в руках Кацэ, который намеревается посеять среди людского рода хаос для уничтожения Земли. Хадзимэ и её новым соратникам предстоит остановить надвигающуюся угрозу.
В сериале показано становление анархического или сетевого общества, использование «игр в альтернативной реальности» для мобилизации людей к выполнению социально-полезного труда и защиты от угроз.

## Список персонажей
Хадзимэ Итиносэ (яп. 一ノ瀬 はじめ Итиносэ Хадзимэ) / (G-101)
Главная героиня истории, ей 16 лет. Девушка, со своими причудами, очень легкомысленная, инфантильная и всегда весёлая. Становится новым гатчамэном. Сначала своим характером раздражала новых соратников, но постепенно стала пробуждать в них тёплые качества. Во всех ситуациях остаётся весёлой и игривой и стремится сблизиться даже с опасным врагом. В форме гатчамэна сражается с помощью больших ножниц.
Сэйю: Маая Утида
Суганэ Татибана (яп. 橘 清音 Татибана Суганэ) / (G-96)
Молодой парень, преисполненный честью самурая, стал гатчамэном уже 5 лет назад. Становится новым напарником Хадзимэ. Очень серьёзный и прямолинейный. По словам Хадзимэ, не замечает многих вещей. Сначала поведение Хадзимэ его сильно раздражало, но позже он становится более открытым и тёплым. В форме гатчамэна обладает невероятной ловкостью и может стоять на стенах и потолках.
Сэйю: Рёта Осака
Дзё Хибики (яп. 枇々木 丈 Хибики Дзё:) / (G-89)
Выпускник токийского университета, стал гатчамэном уже 10 лет назад. Изначально был разочарован в людях, однако встреча с Хадзимэ заставляет его переосмыслить свой взгляд на жизнь, пробуждает энтузиазм к работе. По ночам пьянствует. Хадзимэ называет «маленькая леди» и питает к ней чувства, но сам держит дистанцию, осознавая, что они слишком разные люди.
Сэйю: Дайсукэ Намикава
O.Д. (яп. О・D О: Ди:) / (G-12)
Управляет базой гатчамэнов. Наполовину человек. В присутствии остальных ведёт себя игриво, и быстро находит общий язык с Хадзимэ. Его странное поведение объясняется тем, что она наполовину инопланетянин и лишь наполовину может понимать людей. Однако в присутствии Уцу-цу становится серьёзным. Обладает настолько колоссальной силой, что, приняв форму гатчамана, может разрушить Землю. Пайман этого очень боится.
Сэйю: Дайсукэ Хосоми
Уцу-цу (яп. うつつ Уцуцу) / (G-99)
Первокурсница в частной академии Татикавы. Имеет длинные зелёные волосы и «лисьи уши». Тихая и флегматичная девушка. Обладает способностью отбирать и возвращать жизнь любым живым формам. На деле создаёт множество копий себя, которыми может управлять, так как рядом с ней живые формы могут погибнуть. Со временем сближается с Хадзимэ.
Сэйю: Котори Коивай
Пайман (яп. パイマン Пайман) / (G-3)
Лидер команды гатчамэнов, инопланетянин, похожий внешне на тиби-панду. Из-за этого комплексует и заявляет, что терпеть не может животных. Несмотря на это, в своей комнате тайно держит коллекцию плюшевых панд. Также не любит детей из-за их назойливости, называя худшими созданиями во вселенной. Очень вспыльчивый и истеричный. Легко выходит из себя, однако никто не относится к его угрозам всерьёз. Также очень трусливый и даже однажды сбежал с поля битвы. Знает Оди уже давно и строго запрещает ему пользоваться своей силой. Позже начинает считать Землю своим новым домом и решает во что бы то ни стало защитить её.
Сэйю: Ая Хирано
Джей Джей Робинзон (яп. J・J・ロビンソン Дзэ: Дзэ: Робинсон)
Хранитель Земли. На протяжении веков заботился о тех, кто родился во всей галактике. Именно он даёт избранным силы гатчамэна. Утверждает, что у него есть антипод, враг всего живого, против кого науке не устоять. Сэйю, озвучивавший персонажа, ранее озвучивал главного героя из оригинального сериала о гатчамэне.
Сэйю: Кацудзи Мори
Руй Ниномия (яп. 爾乃美家 累 Ниномия Руй)
Одинокий и одарённый мальчик, знает 3 языка: японский, китайский и английский. Живёт на вершине небоскрёба в шикарных апартаментах. В одиночку разработал программу-симулятор жизни — «Галакс». Сам Руи верит, что нынешнее человеческое общество ошибочно, и мечтает улучшить его путём «обновления мира». На людях маскируется под девушку. Обладает «армией 100» — программных существ, которые помогают людям во время катастроф.
Сэйю: Аюму Мурасэ
Бэрг Кацэ (яп. ベルク・カッツェ Бэруку Катцэ)
Главный злодей истории. Имеет то же название, что и злодей из оригинального сериала. Имеет способность через поцелуй копировать внешность жертвы, и в её облике совершает разные преступления, после чего жертву арестовывают как преступника или убийцу. Позже выясняется, что он несёт за собой разрушение и погубил множество планет, теперь на очереди Земля.
Сэйю: Мамору Мияно
Президент X (яп. 総裁X Со:сай Эккусу)
Искусственный интеллект с голосом девушки, созданный Руй. Анализирует все данные, собранные из телефонов, на которых установлен Галакс. Руй считает её единственным другом, которому можно доверять. Имеет то же название, что и верховный злодей из оригинального сериала.
Сэйю: Сакура Тангэ

## Список серий
| #  | Заголовок     | Дата выхода      |
| -- | ------------- | ---------------- |
| 1  | Avant-garde   | 12 июля 2013     |
| 2  | Asymmetry     | 19 июля 2013     |
| 3  | Futurism      | 26 июля 2013     |
| 4  | Kitsch        | 2 августа 2013   |
| 5  | Collaboration | 9 августа 2013   |
| 6  | Originality   | 16 августа 2013  |
| 7  | Abjection     | 23 августа 2013  |
| 8  | Genuine       | 30 августа 2013  |
| 9  | Forgery       | 6 сентября 2013  |
| 10 | Crowds        | 13 сентября 2013 |
| 11 | Gamification  | 20 сентября 2013 |
| 12 | Collage       | 27 сентября 2013 |

## Критика
Представитель сайта Anime News Network похвалил сериал за его красивый визуальный ряд, оптимистичность и причудливую, непосредственную героиню, вокруг которой буквально крутится весь мир. В результате впечатление о сериале будет зависеть от того, насколько зрителю понравилась Хадзимэ. Однако развитие сюжета идёт слишком хаотично, к тому же многих могут раздражать маниакальные действия главной героини.